# Shnayim mikrà ve-echad Tàrgum
Shnayim mikrà ve-echad Tàrgum (en hebreu: שנים מקרא ואחד תרגום) (en català: "dues escriptures i una traducció"), és el costum jueu de llegir la porció setmanal de la Torà, (la paraixà de la setmana), d'una manera prescrita. A més d'escoltar la lectura setmanal de la Torà en la sinagoga, un jueu ortodox hauria de llegir la Torà en privat com a mínim dues vegades a la setmana, juntament amb una traducció del Tàrgum d'Onquelos i els comentaris de Raixí. A més, encara que no és requerit per la llei, existeix la costum entre els asquenazites de llegir també una porció dels Profetes (la haftarà setmanal) juntament amb el seu corresponent Tàrgum. Aquest costum jueu té el seu origen en la halacà. Segons aquest costum, el practicant ha de llegir cada setmana, la paraixà setmanal dues vegades en hebreu i una vegada en arameu, segons la traducció del Tàrgum d'Onquelos. Alguns jueus tenen el costum d'estudiar tambien els comentaris de Raixí. El moment més propici per a l'estudi és el divendres al matí, abans de l'inici del Shabat, després de l'oració matinal de Shacharit. Estant encara vestit amb el tal·lit i portant posades les filactèries.